# Championnat de Suisse féminin de football 1984-1985
Navigation
Édition précédente Édition suivante
Le Championnat de Suisse de football féminin 1984-1985 est la 15e édition de la Ligue nationale A (LNA), opposant les dix meilleurs clubs de football féminin en Suisse.
Les équipes se rencontrent deux fois.
Le tenant du titre est le FFC Berne. Le FFC Zurich Seebach termine à la première place et remporte son 5e titre de champion.

## Clubs participants
- FFC Berne
- FFC Zurich Seebach
- Weinfelden
- Blue Star Zurich
- Rapid Lugano
- Spreintenbach
- Veltheim
- Bad Ragaz
- FC Saint-Gall
- FC Schaffhouse

## Classement
| Rang | Équipe             | Pts | J  | G  | N | P  | Bp | Bc | Diff |
| ---- | ------------------ | --- | -- | -- | - | -- | -- | -- | ---- |
| 1    | FFC Zurich Seebach | 33  | 18 | 16 | 1 | 1  | 80 | 29 | +51  |
| 2    | FFC Berne T        | 29  | 18 | 13 | 3 | 2  | 44 | 15 | +29  |
| 3    | Weinfelden         | 22  | 18 | 10 | 2 | 6  | 37 | 24 | +13  |
| 4    | Rapid Lugano       | 19  | 18 | 8  | 3 | 7  | 31 | 26 | +5   |
| 5    | FC Saint-Gall      | 17  | 18 | 8  | 1 | 9  | 31 | 39 | -8   |
| 6    | Blue Star Zurich   | 16  | 18 | 7  | 2 | 9  | 36 | 37 | -1   |
| 7    | Veltheim           | 16  | 18 | 6  | 4 | 8  | 26 | 35 | -9   |
| 8    | FC Schaffhouse     | 13  | 18 | 5  | 3 | 10 | 26 | 40 | -14  |
| 9    | Bad Ragaz          | 9   | 18 | 3  | 3 | 12 | 10 | 39 | -29  |
| 10   | Spreintenbach      | 6   | 18 | 2  | 2 | 14 | 15 | 52 | -37  |

Légende
- Champion
- Relégation en LNB

Abréviations
T : Tenant du titre

P : Promu